# دیواردفاعی قلعه‌وساختمان منظم به آن
دیواردفاعی قلعه‌وساختمان منظم به آن مربوط به دوره ساسانیان است و در شهرستان دالاهو، بخش مرکزی، روستای بانزرده واقع شده و این اثر در تاریخ ۲۸ دی ۱۳۴۴ با شمارهٔ ثبت ۵۶۱ به‌عنوان یکی از آثار ملی ایران به ثبت رسیده است.